# Горня Локвиця
Горня Локвиця (словен. Gornja Lokvica) — поселення в общині Метлика, регіон Південно-Східна Словенія, Словенія.